# Enric de Borbó i de Borbó-Dues Sicílies
Enric de Borbó i de Borbó-Dues Sicílies (Sevilla 1823 - Alarcón, 12 de març de 1870) va ser un infant d'Espanya i duc de Sevilla. Va fer-se conegut per les seves idees liberals i revolucionàries i les conspiracions per aconseguir la corona en competència amb el duc de Montpensier, amb qui es va batre en un duel que li va costar la vida.

## Orígens
Va néixer al Reials Alcàssers de Sevilla el dia 17 d'abril de 1823. Va ser fill de l'infant Francesc de Paula de Borbó i de Lluïsa Carlota de Borbó-Dues Sicílies. Era net de Carles IV, nebot de Ferran VII, cosí d'Isabel II i germà del seu rei consort, Francesc d'Assís.
En no ostentar títol d'infant, el mateix dia del seu naixement va ser creat duc de Sevilla i Gran d'Espanya i l'endemà va ser investit cavaller de l'orde del Toisó d'Or. Més tard, aquell mateix any va rebre el títol d'infant per reial decret de Ferran VII el 28 de novembre de 1823.

## Educació i carrera militar
Va educar-se al liceu Enric IV de París a causa del desterrament del seus pares. En la seva joventut va marxar a Bèlgica i va tornar a Espanya i va entrar a la Marina, on va assolir els graus de tinent de nau (1843) i tinent de fragata (1845).

## Exilis
Considerat una persona d'idees liberals, progressistes i fins i tot revolucionàries, després de ser proposat com a possible candidat a espòs de la seva cosina Isabel, el 1845 va participar en un intent de revolta a Galícia, que va ser causa del seu primer exili a França.
Va ser privat de la condició d'infant el 1848, després del seu matrimoni morganàtic. Va ser sol·licitar el perdó a la reina el 1854, va tornar a Espanya i va ser rehabilitat com a infant i restituïts els seus títols nobiliaris o el 1856 com a Marina. Tanmateix, el mateix any va tornar a ser expulsat a causa de la publicació de diverses proclames revolucionàries. Va tornar el 1860 com a capità general de l'armada. Després de la mort de la seva esposa, va dedicar esforços a la causa revolucionària, va intentar intervenir a la Primera Internacional i va afirmar ser maçó.
Coneguts foren els seus enfrontament amb la reina, el govern i van ser especialment conegudes les intrigues del duc de Montpensier. Per aquesta raó, va ser enviat de nou a l'exili i privat de nou del títol d'infant el 1867.

## Pretendent al tron
En acabar el regnat d'Isabel va tornar a Espanya i va conspirar per fer-se amb la corona, alhora que va intentar casar-se, sense èxit, amb una princesa europea per millorar la seva imatge. El seu rival en la carrera al tron era el seu cosí Antoni d'Orleans, duc de Montpensier. Va enemistar-se amb el seu antic amic a través d'un manifest publicat el 1870 i una carta que va arribar a l'insult. Arran d'això el duc el va desafiar a un duel a pistola, que va celebrar-se a la Dehesa de los Carabancheles el 12 de març de 1870, que va acabar amb la mort d'Enric.
Va ser enterrat al cementiri de San Isidro de Madrid. Després es va celebrar un funeral maçònic. El vencedor del duel, el duc de Montpensier, va ser condemnat a un mes d'arrest per la mort de l'infant i va provocar encara més animadversió entre la població espanyola, que va descartar-lo com una opció viable com a rei, que finalment acabaria sent Amadeu de Savoia.

## Matrimoni
Es va casar a Roma el 6 de maig de 1847 amb Elena de Castellví y Shelly-Fernández de Córdoba, natural de València. El matrimoni es va considerar morganàtic i la seva esposa, tot i ostentar el títol de duquessa, no va ser considerada infanta d'Espanya. Van tenir cinc fills:
- Enrique (Tolosa, 1848 - Mar Roig, 1890). Duc de Sevilla.
- Luis de Borbón (Tolosa, 1851 - València, 1854).
- Francisco de Paula (Tolosa, 1853 - Madrid, 1942).
- Alberto (València, 1854 - Madrid, 1939). Duc de Santa Elena.
- María del Olvido (Madrid, 1863-1907). Senyora de Fernández-Maqueira.